# Millard Fillmore

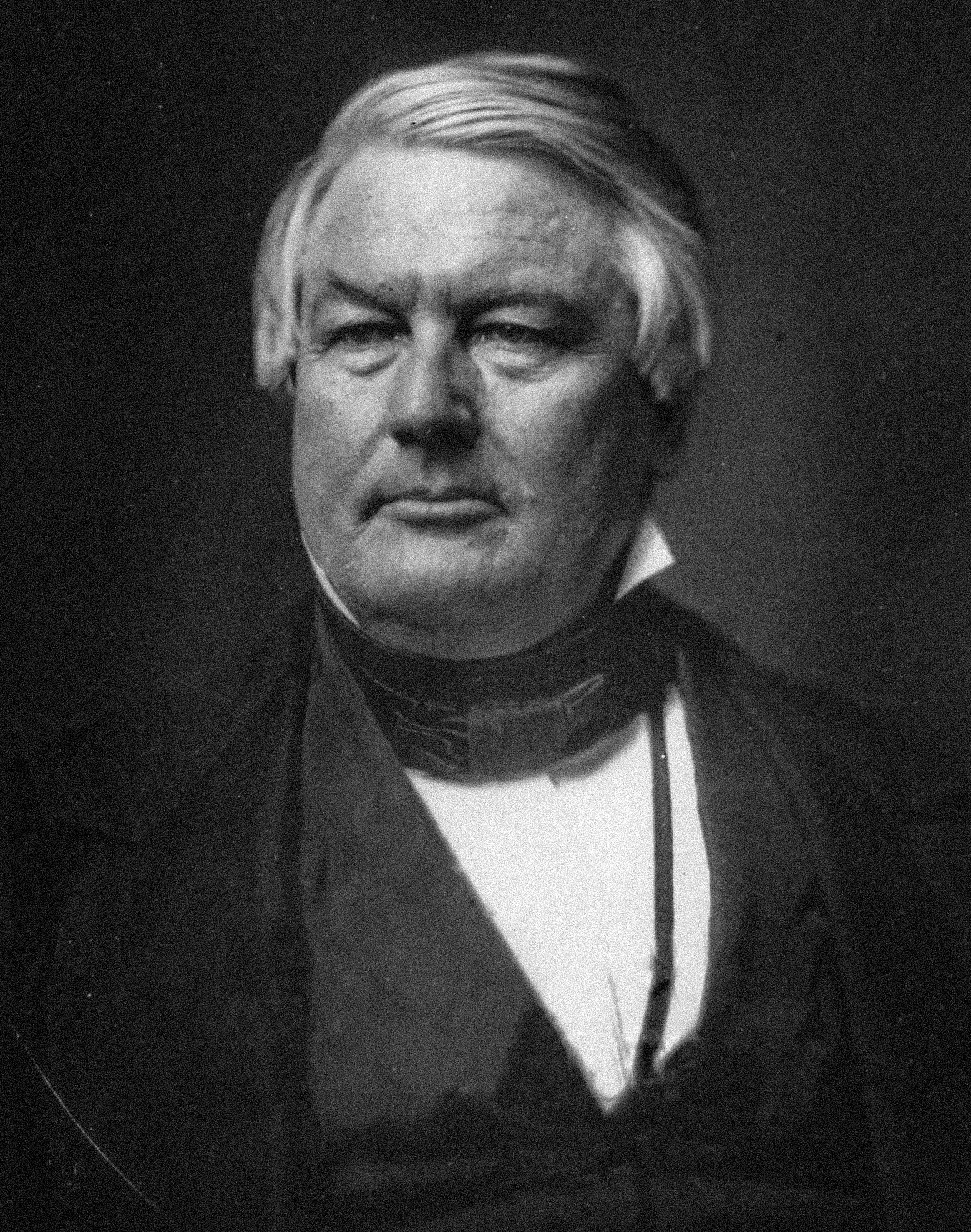
Millard Fillmore in den 1850er-Jahren

Millard Fillmore (* 7. Januar 1800 in Summerhill, Cayuga County, New York; † 8. März 1874 in Buffalo, New York) war ein US-amerikanischer Politiker der Whig Party und vom 9. Juli 1850 bis zum 4. März 1853 der 13. Präsident der Vereinigten Staaten.
Fillmore stammte aus einfachen Verhältnissen und studierte später Rechtswissenschaften. Seine politische Karriere begann mit der Wahl ins US-Repräsentantenhaus, dem er von 1833 bis 1843 für die Whig Party angehörte. Nach einer gescheiterten Kandidatur als Gouverneur von New York gelang es ihm jedoch später in das Amt des New York State Comptrollers gewählt zu werden. Diesen Posten bekleidete Fillmore von 1848 bis 1849. 1848 zum Vizepräsidentschaftskandidaten der Whig Party nominiert, wurde er im November dieses Jahres an der Seite von Zachary Taylor zum US-Vizepräsidenten gewählt. Dieses Amt trat er im März 1849 an. Nach dem überraschenden Tod von Präsident Taylor im Juli 1850 musste Fillmore für den Rest der Amtszeit selbst die Präsidentschaft übernehmen. Seine Regierungszeit war stark von dem sich verschärfenden Konflikt zwischen den Nord- und Südstaaten um die Sklaverei geprägt. Streitpunkt war vor allem, ob die im Zuge des Mexikanisch-Amerikanischen Krieges hinzugewonnenen Gebiete die Sklaverei annehmen oder verbieten sollten. Mit dem von Fillmore unterstützten Kompromiss von 1850 wurde zunächst ein Ausgleich gefunden, der jedoch keineswegs alle politischen Akteure zufriedenstellte. Besonders die mangelnde Unterstützung aus den nördlichen Bundesstaaten verhinderte bei der nächsten Präsidentschaftswahl im Jahr 1852 die Nominierung des Präsidenten durch seine eigene Partei. Daher musste er im März 1853 das Weiße Haus verlassen, ohne sich einem Wählervotum gestellt zu haben. Im Jahr 1856 kandidierte er für die Know-Nothing Party, eine kurzlebige Splitterpartei, nochmals vergeblich für die Präsidentschaft. Bis zu seinem Tode 1874 trat Fillmore nicht mehr politisch in Erscheinung.

## Leben bis zur Präsidentschaft (1800–1850)

### Kindheit, Ausbildung und juristische Laufbahn
Millard Fillmore wurde am 7. Januar 1800 in einem Blockhaus im Cayuga County als eines von acht Kindern geboren. Er war der Zweitgeborene und der älteste Sohn des Farmers Nathaniel Fillmore (1771–1863). Seine Mutter war Phobe Millard (1781–1831). Beide waren vor seiner Geburt aus Vermont nach Upstate New York übersiedelt. Fillmore besuchte als Kind nur unregelmäßig die Schule, weil er bei der Bewirtschaftung des kargen Landes helfen musste. Im Teenageralter übergab ihn sein Vater gegen Auszahlung einer geringen Geldsumme in ein Ausbildungsverhältnis als Schneider in einer 100 Meilen entfernten Ortschaft. Die harte, ausbeuterische Züge aufweisende Arbeit verabscheute Fillmore, und er verdiente sich als Lehrer 30 US-Dollar (2025: ca. 800 US-Dollar), um sich Anfang 1820 aus der Ausbildung freizukaufen. Er kehrte zu seiner Familie zurück. Dort bemühte er sich um Weiterbildung, las viel und besuchte eine Schule in einem nahegelegenen Ort. Insbesondere die Lehrerin und seine spätere Gattin Abigail Powers, welche nur zwei Jahre älter als er war, ermutigte Fillmore in seinem Bildungsstreben und lieh ihm Bücher. Sein Vater konnte ihm eine Schreiberstelle bei einem lokalen Richter vermitteln, mit der eine Ausbildung in Recht verbunden war. Im Jahr 1819 verlobten sich Fillmore und Powers, 1828 folgte die Hochzeit. Aus der Ehe gingen ein Sohn und eine Tochter hervor. Schon 1819 ging er nach Hope, wo er ein Studium der Rechtswissenschaften begann, das er 1823 mit Erfolg abschloss. Danach war er als Jurist tätig. Im Jahr 1834 gründete er eine Anwaltskanzlei im Westen des Staates New York.

### Frühe politische Laufbahn

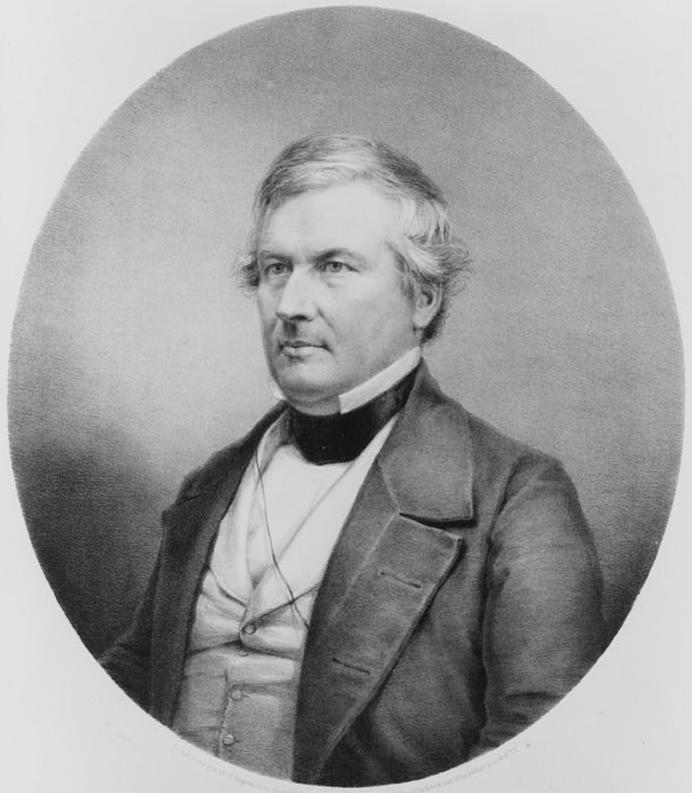
Lithografie von Millard Fillmore als Kongressabgeordneter

Sein politisches Wirken begann 1828, als er zum Abgeordneten in der New York State Assembly gewählt wurde, wo er bis 1831 ein Mandat für die Anti-Masonic Party, eine kurzlebige Protestpartei gegen die um Andrew Jackson entstehenden Demokraten, innehatte. In dieser Zeit zog er mit seiner Familie nach Buffalo. Nach Ablauf der zweijährigen Amtszeit in der State Legislature schloss er sich der neu gegründeten Whig Party an. Dort erwarb sich Fillmore Ansehen, als er Anfang der 1830er-Jahre beim organisatorischen Aufbau der Partei im Bundesstaat New York half. Für die Whigs kandidierte er im Herbst 1832 als Abgeordneten für das Repräsentantenhaus und wurde gewählt. Dieses Mandat übte er von 1833 bis 1835 aus, nachdem er 1834 die Wahl verloren hatte. Zwei Jahre später trat Fillmore als Whig-Kandidat jedoch erneut an und wurde ein zweites Mal in den Kongress gewählt. Nach mehreren Bestätigungen im Amt gehörte er dem Kongress noch bis 1843 an, nachdem er im Jahr zuvor auf eine weitere Bewerbung verzichtet hatte. Als Abgeordneter gehörte er zu den Kritikern der Präsidenten Andrew Jackson und Martin Van Buren. Fillmore unterstützte loyal die Politik von Senator Henry Clay, des prominentesten und einflussreichsten Politikers der Whig-Party. So sprach er sich für eine Konsolidierung der amerikanischen Wirtschaft durch mehr Investitionen der Bundesregierung in die Infrastruktur aus. Auch war Fillmore, wie weite Teile der Whig-Party, ein entschiedener Befürworter höherer Zölle, welche die Industrie in den Nordstaaten schützen sollte. Die Demokraten andererseits sprachen sich für niedrigere Zölle aus, um den agrarproduzierenden Südstaaten bessere Handelsbedingungen mit dem Ausland zu ermöglichen. Als Vorsitzender des einflussreichen Way and Means Committee war Fillmore 1841 entscheidend an der Formulierung eines neuen Zollgesetzes beteiligt, das aber zweimal von Präsident John Tyler mit einem Veto gestoppt wurde. Erst ein Kompromissvorschlag zwischen den Whigs, die über eine Kongressmehrheit verfügten, und dem von der Partei ausgeschlossenen Präsidenten führte 1842 zu einem neuen Gesetz.
Im Repräsentantenhaus trat Fillmore als gemäßigter Gegner der Sklaverei auf. Er sprach sich ebenso für ein Verbot der Sklaverei im Bundesdistrikt aus, wie auch gegen eine Aufnahme von Texas in die USA als „Sklavenstaat“. 1841 gehörte er außerdem zu den Kandidaten seiner Partei für den Posten des Sprechers des Repräsentantenhauses. Am Ende entschieden sich die Whigs aber für John White.
Nach dem Ende seiner Zeit als Abgeordneter zog sich Fillmore kurzzeitig ins Privatleben zurück, bevor er 1844 als möglicher Vizepräsidentschaftskandidat der Whigs im Gespräch war. Auf dem Parteitag wurde dann aber Theodore Frelinghuysen nominiert. Seine Partei nominierte ihn im selben Jahr schließlich zum Kandidaten für Amt des Gouverneurs von New York. Bei der Wahl unterlag Fillmore jedoch dem Demokraten Silas Wright mit 47:49 Prozent der Stimmen knapp. Nach dieser Niederlage praktizierte er erneut eine Zeit lang als Rechtsanwalt in Buffalo. Im Jahr 1847 kehrte Fillmore zurück ins politische Leben, als er sich für das Amt des New York State Comptroller (Vorsitzender des bundesstaatlichen Rechnungshofs) bewarb. Im Herbst des Jahres wurde er dann mit deutlicher Mehrheit gewählt. Nach seinem Amtsantritt lag sein Schwerpunkt auf der Reformierung des Bankenwesens des Bundesstaats New York. Auch für den Bau des Erie-Kanals setzte er sich ein.

### Die Präsidentschaftswahl 1848

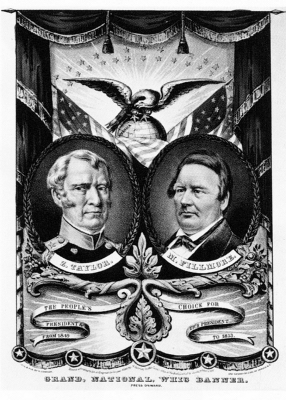
Wahlplakat der Whigs zur Präsidentschaftswahl 1848

Wie schon vier Jahre zuvor war Fillmore für die Präsidentschaftswahl 1848 erneut als Anwärter auf die Vizepräsidentschaft im Gespräch. Auf Betreiben von Henry Clay nominierten ihn die Whigs schließlich im zweiten Wahlgang für dieses Amt. Anders als dies heute üblich ist, wurde der Vizepräsidentschaftskandidat zu jener Zeit nicht durch den Präsidentschaftskandidaten ausgewählt, sondern auf dem Parteitag bestimmt. Bewerber für das Präsidentenamt wurde der populäre General Zachary Taylor aus Louisiana, der jedoch nie zuvor ein politisches Amt ausgeübt hatte und die Präsidentschaft zunächst auch gar nicht anstrebte. Mit dieser Auswahl wollten die Whigs ihren Wahlerfolg von 1840 wiederholen. Fillmore als Vizekandidat (Running Mate) schien aus Sicht der Whigs daher in vielerlei Hinsicht die ideale Ergänzung zu Taylor: Er stammte aus dem Norden des Landes, konnte politische Erfahrung vorweisen und helfen, den wichtigen Bundesstaat New York zu gewinnen, der durch seinen Status als bevölkerungsreichster Staat der USA jener Zeit die meisten Wahlmänner zu vergeben hatte. Der Wahlkampf im Herbst 1848 wurde mit vergleichsweise wenig Enthusiasmus ausgetragen; die Whigs nahmen zu heiklen politischen Themen wie der Sklavereiausdehnung keine Stellung. Sie konzentrierten sich in besonderem Maße darauf, Taylors Popularität als erfolgreicher Befehlshaber aus dem Mexikanisch-Amerikanischen Krieg hervorzuheben. Fillmore spielte eher eine untergeordnete Rolle. Er sollte insbesondere im wichtigen Staat New York ausreichend Wähler ansprechen.
Am Wahltag, dem 7. November 1848, siegten Taylor und Fillmore mit 47,3 Prozent der Stimmen. Auf den Demokraten Lewis Cass entfielen 42,5 Prozent, weitere zehn Prozent sprachen sich für den früheren demokratischen Präsidenten Martin Van Buren aus, der als Kandidat der abolitionistischen Free Soil Party angetreten war. Im entscheidenden Electoral College vereinte das Whig-Duo 163 Stimmen, die Demokraten 127 Stimmen. Der Staat New York spielte eine Schlüsselrolle, da Taylor und Fillmore hier eine knappe Stimmenmehrheit erzielten und sich somit alle 36 Elektoren dieses Staates sichern konnten.

### Vizepräsident der Vereinigten Staaten (1849–1850)

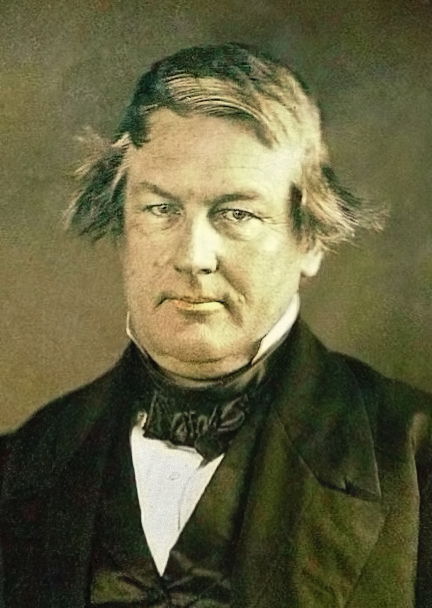
Daguerreotypie von Millard Fillmore aus dem Jahr 1849

Fillmore trat am 4. März 1849 das Amt als US-Vizepräsident an; Taylor übernahm die Präsidentschaft. Da dieser Tag jedoch auf einen Sonntag fiel, wurden die offiziellen Feierlichkeiten erst am folgenden Tag abgehalten.
Obwohl Fillmore noch aus seiner eigenen Zeit im Repräsentantenhaus über gute Kontakte in den Kongress verfügte, gehörte er nicht zum engeren Zirkel um den Präsidenten. Taylor und Fillmore lernten sich erst nach der Präsidentschaftswahl persönlich kennen. Im 19. Jahrhundert war es keinesfalls eine Seltenheit, dass Vizepräsidenten faktisch nicht enger in die Regierungsgeschäfte miteinbezogen wurden. Von Seiten der Administration wurde daher auch nicht sein Rat ersucht, als es darum ging, Regierungsposten mit Politikern aus Fillmores Heimatstaat New York zu besetzen. Ansonsten war Fillmore in den 16 Monaten seiner Vizepräsidentschaft kraft seines Amtes mit der Leitung der Senatstagungen beschäftigt, da er der Parlamentskammer als dessen Präsident vorstand. In dieser Zeit wurde im Kapitol kontrovers über die Zukunft der durch den Mexikanisch-Amerikanischen Krieg hinzugewonnenen Gebiete beraten. Obwohl selbst Sklavenhalter, lehnte Präsident Zachary Taylor eine Ausdehnung der Sklaverei in diese Gebiete kategorisch ab. Fillmore war zwar ebenfalls kein Anhänger der Sklaverei, doch trat er anders als der Präsident für einen Kompromiss zwischen den „freien Staaten“ des Nordens und den „Sklavenstaaten“ im südlichen Landesteil ein. Im Frühjahr 1850 teilte er Taylor mit, im Falle einer Pattsituation im Senat zugunsten des von Senator Henry Clay vorgelegten Kompromisses zu stimmen (als Vorsitzender des Senats hat der Vizepräsident üblicherweise kein Stimmrecht, bei einem Unentschieden kann er jedoch eine entscheidende Stimme abgeben, um ein Ergebnis herbeizuführen). Präsident Taylor drohte daraufhin von seinem Vetorecht Gebrauch zu machen.

## Präsidentschaft (1850–1853)

### Amtsübernahme

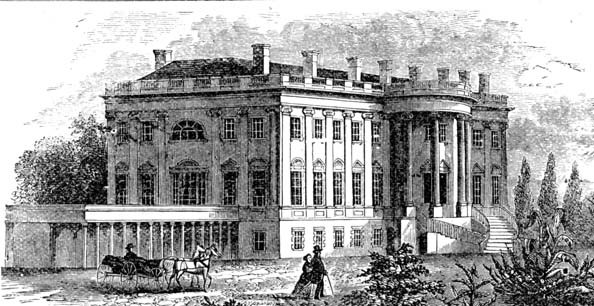
Das Weiße Haus Mitte des 19. Jahrhunderts

Präsident Taylor starb am 9. Juli 1850 unerwartet an einer Gastroenteritis, nachdem er während der Feier zum amerikanischen Nationalfeiertag am 4. Juli 1850 nach einem längeren Aufenthalt in der prallen Sonne kalte Milch und Kirschen zu sich genommen hatte. Daraufhin übernahm Fillmore nach der amerikanischen Verfassung das Präsidentenamt für die verbleibende Dauer der laufenden Amtsperiode. Am 10. Juli 1850 legte er den Eid für sein neues Amt ab. Nach John Tyler im Jahr 1841, neun Jahre zuvor, war er der zweite Vizepräsident, der durch den Tod des Präsidenten selbst in dieses Amt aufrückte.
Seine Amtsübernahme führte aufgrund politischer Differenzen innerhalb weniger Wochen und Monate zum Rücktritt der Minister Taylors und damit zu einer fast vollständigen Neubesetzung des Kabinetts durch Fillmore. Der neue Präsident war der Auffassung, die Minister hätten bei den Beratungen zum Kompromiss von 1850 negativen Einfluss auf Taylor ausgeübt. Fillmore ernannte fast ausschließlich Politiker ins Kabinett, die den angestrebten Kompromiss befürworteten.
Fillmore gehört wie auch Thomas Jefferson und sein Vorgänger Taylor zu den wenigen amerikanischen Präsidenten, die während ihrer Amtszeit kein einziges Mal von ihrem Vetorecht Gebrauch machten. Er unterzeichnete und fertigte sämtliche ihm zugeleiteten Gesetzesbeschlüsse des Kongresses aus.

### Der Kompromiss von 1850

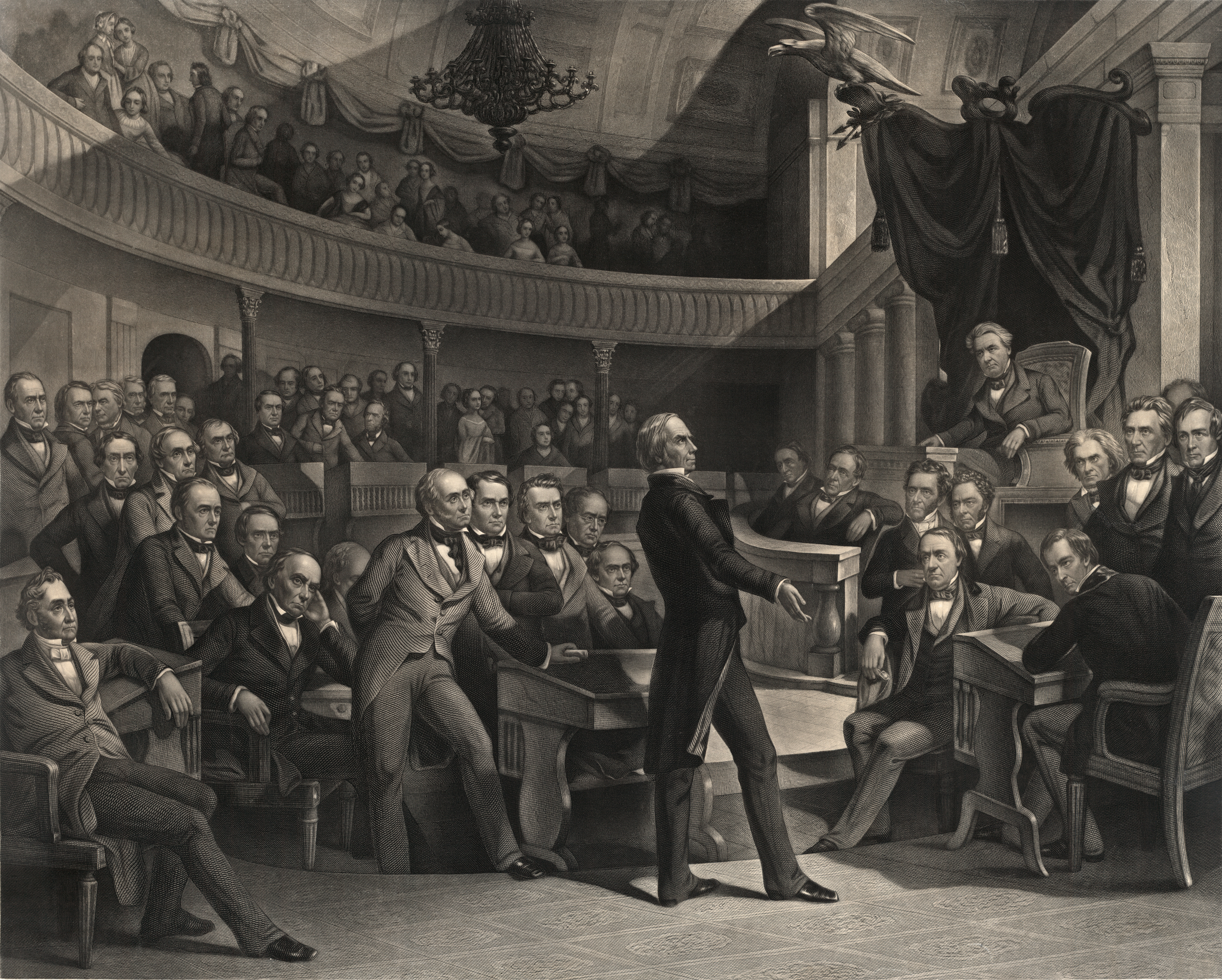
Beratungen zum Kompromiss von 1850 im US-Senat

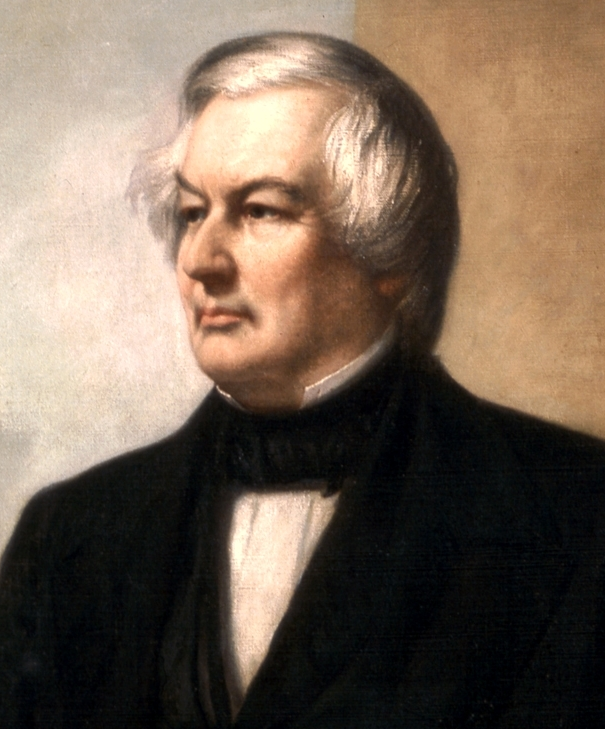
Offizielles Porträt von Millard Fillmore im Weißen Haus

Innenpolitisch wurde Fillmores gesamte Präsidentschaft von dem Konflikt um die Ausdehnung der Sklaverei, den daraus folgenden Kompromiss von 1850 und dessen Konsequenzen überschattet.
Infolge des Mexikanisch-Amerikanischen Krieges von 1846 bis 1848 konnten sich die Vereinigten Staaten einen Großteil dessen, was heute den südwestlichen Teil des Landes bildet, einverleiben. Die hinzugewonnenen Gebiete wurden mehr und mehr zum Gegenstand von erbitterten politischen Auseinandersetzungen im Kongress. Da Kalifornien einen Antrag zur Aufnahme in die Union als sklavenfreier Bundesstaat stellte (die Sklaverei war dort bereits unter mexikanischer Herrschaft unzulässig), sahen sich Befürworter der Sklaverei aus den Südstaaten gezwungen, einen Ausgleich zu verlangen. Für die südlichen Staaten war die Sklaverei essenzieller Bestandteil ihres Wirtschaftssystems, das sich auf die Erzeugung von Baumwolle und anderen Agrarprodukten spezialisiert hatte. Daher sahen sich Politiker und Bevölkerung aus diesem Landesteil in ihrer Existenz bedroht. Radikalen Südstaatenpolitikern missfiel der Gedanke einer geographischen Begrenzung der Sklaverei und lehnten jede Einmischung der Bundesregierung in ihre Rechte ab. Immer wieder kam es zu Sezessionsdrohungen, was letztendlich ein Auseinanderfallen der Vereinigten Staaten bedeutet hätte. Im August 1850 übermittelte Fillmore dem Kongress eine Sonderbotschaft, in der er sich ausdrücklich für die Verabschiedung des Kompromisses von 1850 aussprach. Damit modifizierte er die Politik Taylors grundsätzlich: Anders als sein Vorgänger befürwortete er das Prinzip der popular sovereignty, das den neuen Staaten und Territorien das Recht einräumte, selbst über Zulassung oder Verbot der Sklaverei zu entscheiden. Der von dem als Great Compromiser bekannten Senator Henry Clay ausgehandelte Kompromiss wurde Anfang September 1850 mit breiter Mehrheit im Kongress angenommen; bis zum 20. September 1850 hatte Fillmore das gesamte Gesetzesbündel unterzeichnet.
Mit dem Kompromiss von 1850 wurde Kalifornien als sklavenfreier Staat neu in die Union aufgenommen. Texas verzichtete gegen eine Geldentschädigung (Tilgung sämtlicher Schulden durch den Bund) auf Gebiete östlich des Rio Grande (die Osthälfte des heutigen New Mexico). Aus diesen und aus weiteren von Mexiko abgetretenen Gebieten wurde das New-Mexico-Territorium gebildet, das die heutigen Bundesstaaten New Mexico und Arizona umfasste. In diesem Territorium wurde festgelegt, dass die Bevölkerung selber entscheiden könne, ob die Staaten sklavenfrei bleiben sollen. Im District of Columbia, wo die Sklaverei erlaubt blieb, wurde der Handel mit Sklaven verboten.
Mit dem Kompromiss waren jedoch keineswegs alle politischen Akteure zufriedengestellt. Besonders in dem die Sklaverei ablehnenden Norden löste der sogenannte Fugitive Slave Act, der Bestandteil des Kompromisses war, einen Sturm der Entrüstung aus. Dieses Gesetz verlangte, dass in den Norden entflohene Sklaven wieder an ihre Besitzer in den Süden zurückgebracht werden mussten. Abolitionisten nannten das Gesetz abfällig Bluthundgesetz. Es kam zu Solidaritätsaktionen und Befreiungen von eingefangenen geflohenen Sklaven. Viele Sklaven flohen weiter nach Kanada. Besonders Fillmore, der das Gesetz unterzeichnete, wurde daraufhin zur Zielscheibe von Spott und Verachtung der Sklavereigegner. Besonders im Norden wurde dem Präsidenten vorgeworfen, seine Herkunft verraten zu haben. Fillmore begründete seine vergleichsweise kompromissbereite Haltung gegenüber dem Süden mit seinem höher geordneten Ziel, die Einheit des Landes bewahren zu wollen. Nach Fillmores Auffassung war der Erhalt der Einheit der USA von höherem Stellenwert als eine zu starke Einschränkung der Sklaverei, was dem Süden einen Anlass zur Abspaltung hätte geben können. Während der Beratungen im Kongress brachte Fillmore seine Haltung in einem bekannten Zitat zum Ausdruck: „Gott weiß, dass ich die Sklaverei verachte. Aber sie ist ein bestehendes Übel… daher wir müssen sie ertragen; deshalb müssen wir den gesetzlichen Schutz geben, den die Verfassung garantiert“.
Als Präsident verfolgte Fillmore unnachgiebig die Einhaltung des Fugitive Slave Law und offenbarte damit eine aggressive Haltung zugunsten der Sklaverei. Der Fugitive Slave Law war in mehreren Hinsichten eines der am meisten repressiven Gesetze der amerikanischen Geschichte. So wurden allen Marshals, die nicht alle möglichen Mittel zur Festsetzung der entflohenen Sklaven einsetzten, ein hohes Bußgeld auferlegt. Gleiches galt für alle Bürger, die einen entlaufenen Sklaven unterstützten oder seine Rückführung in den Süden behinderten. Den Afroamerikanern war im diesbezüglichen Prozess jede Aussage verweigert, so dass viele freie Schwarze fürchten mussten, in den Süden verschleppt zu werden, ohne sich rechtlich wehren zu können. Außerdem wurde für sie das Habeas Corpus außer Kraft gesetzt.
Ob eine Ablehnung des Kompromisses von 1850 (etwa durch eine andere Haltung Fillmores oder ein Weiterleben von Taylor) tatsächlich zur Sezession geführt hätte, bleibt eine unbeantwortete Frage, über die auch unter Historikern keine Einigkeit besteht. Über Fillmores Präsidentschaft hinaus kam es jedoch im Laufe der 1850er-Jahre weiterhin zu Spannungen zwischen den Landesteilen (die zum Teil auch durch den Kompromiss verursacht wurden), was 1861 letztlich in den Bürgerkrieg mündete. Daher erwies sich der Kompromiss von 1850 keineswegs als dauerhafte Lösung für das Sklavereiproblem.

### Außenpolitik

Zeichnerisches Porträt Fillmores

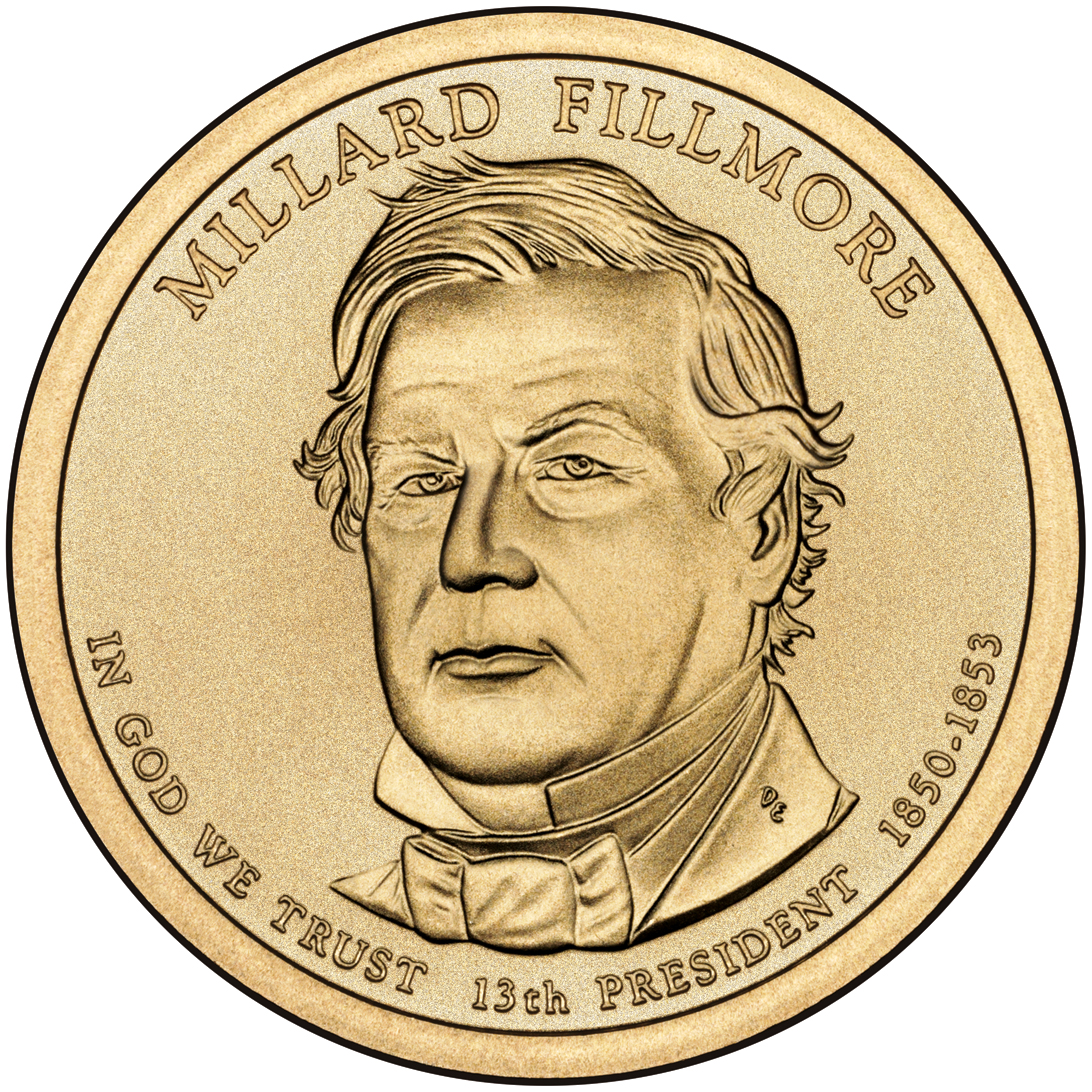
Millard Fillmore auf einem Präsidentendollar

Fillmore war in der Außenpolitik relativ aktiv. Mit der Fokussierung auf auswärtige Angelegenheiten versuchte die Fillmore-Regierung von der gespannten innenpolitischen Situation abzulenken. Wenige Wochen nach seiner Amtsübernahme ernannte Fillmore den prominenten Whig-Politiker Daniel Webster zu seinem Außenminister. Webster, der bis zu seinem Tode im Oktober 1852 auf diesem Posten blieb, brachte große außenpolitische Erfahrung mit, da er schon von 1841 bis 1843 unter den Präsidenten William Henry Harrison und John Tyler das State Department geleitet hatte.
In den demokratisch orientierten Revolutionen, die sich um 1848/49 in Europa ereigneten, sahen zu jener Zeit viele Amerikaner Parallelen zur eigenen Geschichte. Die US-Regierung unter Millard Fillmore äußerte sich positiv zu diesen Bewegungen. Es gab sogar Stimmen, die für ein militärisches Eingreifen der USA zu Gunsten der Revolutionäre plädierten (sogenanntes Young America Movement). Fillmore und Webster sprachen sich jedoch gegen ein solches Ansinnen aus und beschränkten sich auf eine rhetorische Unterstützung der demokratischen Kräfte.
Da im Zuge des Kompromisses von 1850 den Südstaaten der Weg an den Pazifik abgeschnitten war, gab es aus den Reihen südstaatlicher Politiker im Kongress die Überlegung einer Annektierung Kubas, um dort die Sklaverei zu etablieren. Der Präsident und seine Außenminister Daniel Webster und Edward Everett (der nach Websters Tod 1852 dessen Nachfolge antrat) wiesen derartige Forderungen zurück, da sie durch ein solches Vorgehen einen militärischen Konflikt mit europäischen Mächten fürchteten. Auch Politiker aus den nördlichen Staaten lehnten eine Angliederung Kubas kategorisch ab.
Ein weiteres außenpolitisches Ereignis in Fillmores Präsidentschaft von Bedeutung war die Expedition von Matthew C. Perry, die 1852 von ihm ausgesandt wurde und 1854 (jedoch nach seiner Amtszeit) die Öffnung Japans erzwingen konnte.

### Wahl von 1852 und Ende der Amtszeit
Fillmore deutete 1851 zunächst an, bei der Präsidentschaftswahl 1852 nicht für eine eigene Amtszeit als Präsident anzutreten, entschied sich später aber für eine Kandidatur. Auf dem Parteitag der Whigs im Juni 1852 führte er die Wahlgänge zunächst knapp an, jedoch reichte es nicht zur erforderlichen absoluten Mehrheit. Als später Daniel Websters Delegierte mehrheitlich zu seinem Kontrahenten, dem General Winfield Scott, übergingen, wurde Scott zum Präsidentschaftskandidaten gekürt. Mit Scotts Nominierung hofften die Whigs, ihre früheren Erfolge mit der Kandidatur eines populären Generals zu wiederholen. Fillmore hatte sich durch seine Haltung im Kompromiss von 1850 und dem von ihm unterzeichneten Fugitive Slave Law of 1850 insbesondere bei Delegierten aus den liberaleren, die Sklaverei überwiegend ablehnenden, nördlichen Bundesstaaten unbeliebt gemacht. Daher stimmten die meisten Delegierten aus den Nordstaaten für General Scott und Fillmore stand somit nicht zur Wiederwahl. Durch den Tod von Henry Clay im Juni 1852, der sich zuletzt für Fillmore ausgesprochen hatte, war er politisch zusätzlich geschwächt.
Im Wahlkampf 1852 spielte der scheidende Präsident dann keine aktive Rolle mehr. Winfield Scott unterlag am 2. November 1852 dem Demokraten Franklin Pierce, der 254 von 296 Stimmen im Electoral College gewann. Diese herbe Wahlniederlage markierte zugleich den Beginn des Niedergangs der Whig-Party, die am innenparteilichen Konflikt um die Sklaverei binnen weniger Jahre zusammenbrach. Ehemalige Whig-Politiker und Gegner der Sklaverei wie Abraham Lincoln formierten sich ab 1854 in der Republikanischen Partei, Befürworter traten zu den Demokraten über. Andere, wie auch Fillmore, schlossen sich der kurzlebigen Know-Nothing Party an.
Am 4. März 1853 endete Fillmores Präsidentschaft mit der Amtseinführung von Franklin Pierce. Mit Millard Fillmore residierte das letzte Mal ein Präsident der Whigs im Weißen Haus. Außerdem ist er bis dato das letzte US-Staatsoberhaupt, das weder Demokrat noch Republikaner war.

### Aufgenommene Bundesstaaten
Während Millard Fillmores Präsidentschaft wurde am 9. September 1850 Kalifornien als Bundesstaat in die USA aufgenommen.

### Berufungen an den Supreme Court
Fillmore berief während seiner Amtszeit Benjamin Robbins Curtis am 22. September 1851 als Richter an den Obersten Gerichtshof.
Weitere Berufungen erfolgten an niedrigere Bundesgerichte.

## Spätere Jahre (1853–1874)

### Rückkehr ins Privatleben

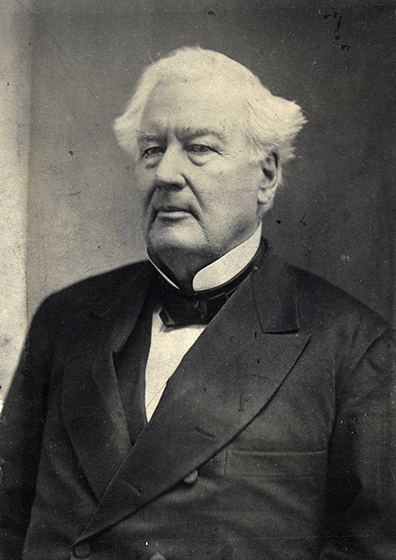
Fillmore in seinen späteren Lebensjahren (nach 1865)

Nach dem Ende seiner Präsidentschaft im März 1853 zog sich Fillmore ins Privatleben zurück. Zu seiner politischen Enttäuschung, nicht mehr als Kandidat seiner Partei aufgestellt zu werden, kamen auch private Verluste. Wenige Wochen nach dem Verlassen des Weißen Hauses starb seine Frau Abigail an einer Lungenentzündung, die sie sich bei Pierces Amtseinführung zugezogen hatte. Im Juli 1854 musste Fillmore auch den Tod seiner 22-jährigen Tochter Mary Abigail hinnehmen, die an Cholera starb. 1855 unternahm der frühere US-Präsident eine ausgedehnte Europareise, um die Kunstzentren der Alten Welt zu besichtigen. Während seines Besuchs in Rom wurde Fillmore eine Privataudienz bei Papst Pius IX. gewährt.

### Die Wahl von 1856
Zur Wahl des Jahres 1856 bewarb er sich nochmals um die Präsidentschaft für die American Party, eine antikatholische und einwandererfeindliche Partei, die ihn in Abwesenheit zum Kandidaten nominiert hatte. Allerdings wurde er nur Dritter mit 21,6 Prozent der Stimmen; lediglich in Maryland errangen er und sein Running Mate Andrew Jackson Donelson die Mehrheit und damit acht Stimmen im Electoral College. Auch die verbliebenen Teile der Whig-Party scharten sich um Fillmore und nominierten ihn als Präsidentschaftskandidat, wobei sich ein Großteil der Partei inzwischen aufgelöst hatte und die Republikanische Partei bildete. Als Wahlsieger ging jedoch der Bewerber der Demokraten, James Buchanan, hervor.

### Lebensabend und Tod
Im Jahr 1858 heiratete Fillmore mit der wohlhabenden Witwe Caroline McIntosh zum zweiten Mal. Der ehemalige US-Präsident war Mitbegründer der 1862 eröffneten Buffalo Historical Society und deren erster amtierender Präsident. Bei der Präsidentschaftswahl 1860 unterstützte er die Kandidatur von John Bell, der für die Constitutional Union Party gemeinsam mit Fillmores früherem Außenminister Edward Everett als Vizepräsidentschaftskandidaten antrat. Bells Wahlplattform sprach sich, als das Land am Rande des Bürgerkriegs stand, für den Erhalt der Union aus; jedoch ohne zum heftigen politischen Konflikt um die Sklaverei Stellung zu beziehen. Während des Sezessionskrieges von 1861 bis 1865 stand Fillmore politisch gesehen auf Seiten der Unionsstaaten, jedoch war er in vielen Punkten nicht mit der Politik Präsident Abraham Lincolns einverstanden. Im April 1865 wurde nach der Ermordung Lincolns sein New Yorker Haus von einem aufgebrachten Mob, einigen Anhängern Lincolns, mit schwarzer Farbe beschmiert, da Fillmore den ermordeten Präsidenten zu dessen Lebzeiten kritisiert hatte. Auch das Haus seines Nachfolgers Franklin Pierce wurde beschmutzt. Während der Reconstruction Mitte und Ende der 1860er-Jahre unterstützte Fillmore die Politik des Präsidenten Andrew Johnson.
Millard Fillmore starb am 8. März 1874 im Alter von 74 Jahren an den Folgen eines Schlaganfalls. Nach seinem Tod wurde er auf dem Forest Lawn Cemetery in Buffalo bestattet. An seinem Grab findet seither alljährlich am 7. Januar, Fillmores Geburtstag, eine schlichte Zeremonie statt, die an den ehemaligen Präsidenten erinnert.

## Nachwirkung

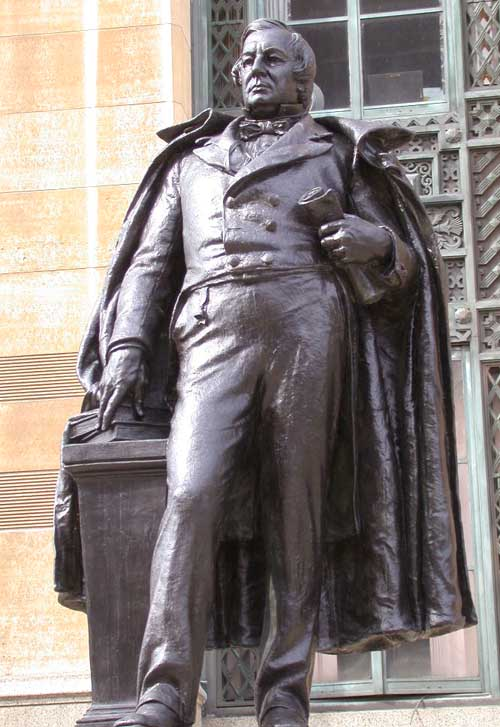
Fillmore Statue in Buffalo, New York

Der Kompromiss von 1850 und der damit herausgeschobene Beginn des Bürgerkrieges verleihen seiner kurzen Präsidentschaft von 969 Tagen eine gewisse Bedeutung in der amerikanischen Geschichte. Seine Haltung konnte zwar den Erhalt der Union noch für einige Jahre sichern, jedoch traten in Folge seiner Politik und jener seiner Nachfolger weitere gesellschaftliche Spaltungen, gerade in Bezug auf die Sklaverei in den USA, auf. Neue Impulse konnte er dem Amt des Präsidenten hingegen nicht verleihen, wodurch er im 21. Jahrhundert selbst in den Vereinigten Staaten kaum noch bekannt ist.